# Mongolský dolar

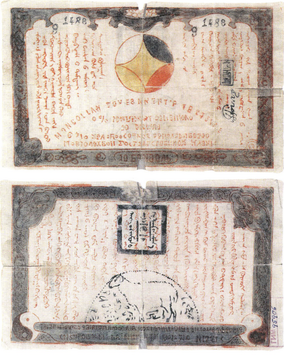
Mongolský dolar, papírová obligace s nominální hodnotou deseti dolarů

Mongolský dolar byla měnová jednotka Mongolska v letech 1921 až 1925. Začala ji vydávat vojenská správa barona Ungern von Sternberga poté, co vyhnala z Vnějšího Mongolska čínská vojska. Bankovky byly vydávány v denominacích 10, 20, 50 a 100 dolarů. V roce 1925 byl mongolský dolar nahrazen tugrikem.